# Малиновка (Стародубский район)
Малиновка — посёлок в Стародубском районе Брянской области, в составе Понуровского сельского поселения.

## История
В 1961 году указом Президиума Верховного Совета РСФСР посёлок Глумово переименовано в Малиновка.

## Население
| 2010 | 2013 |
| ---- | ---- |
| 5    | ↘3   |